# Soy Nero
Soy Nero is een Duits-Frans-Mexicaanse film uit 2016, geschreven en geregisseerd door Rafi Pitts. De film ging op 16 februari in première op het Internationaal filmfestival van Berlijn.

## Verhaal
Nero is een Mexicaan die illegaal terugkeert naar de Verenigde Staten, op zoek naar zijn oudere broer. Hij hoopt ooit Amerikaans staatsburger te worden. De snelste manier om een green card te verkrijgen is vrijwillig bij het leger te gaan. Voor hij het goed en wel beseft loopt hij met een machinegeweer in de hand in een oorlogsgebied in het Midden-Oosten.

## Rolverdeling
| Acteur               | Personage            |
| -------------------- | -------------------- |
| Johnny Ortiz         | Nero                 |
| Rory Cochrane        | Onderofficier McLoud |
| Aml Ameen            | Bronx                |
| Darrell Britt-Gibson | Compton              |
| Michael Harney       | Seymour              |
| Ian Casselberry      | Jesus                |
| Rosa Frausto         | Mercedes             |
| Khleo Thomas         | Mohammed             |